# Altrivalvina
Altrivalvina là một chi bướm đêm thuộc họ Geometridae.